# 日本の文化財一覧の一覧
日本の文化財一覧の一覧（にほんのぶんかざいいちらんのいちらん）は、日本国政府（文部科学大臣等）が文化財保護法に基づいて、または、地方公共団体が同法の規定に基づいて定められた当該地方公共団体の条例に基づいて、指定（または登録、選択、選定）した文化財の一覧記事の一覧である。

## 国が指定等した文化財

### 種類別の一覧
- 有形文化財
  - 国宝
    - 日本の国宝一覧
      - 国宝絵画の一覧
      - 国宝彫刻の一覧

  - 重要文化財
    - 重要文化財一覧
      - 北海道・東北地方の重要文化財一覧
      - 関東地方の重要文化財一覧
        - 東京都の重要文化財一覧

      - 中部地方の重要文化財一覧
      - 近畿地方の重要文化財一覧
        - 滋賀県の重要文化財一覧
        - 京都府の重要文化財一覧
        - 奈良県の重要文化財一覧

      - 中国地方の重要文化財一覧
      - 四国地方の重要文化財一覧
      - 九州・沖縄地方の重要文化財一覧

    - 建造物
      - 北海道・東北地方にある建造物の重要文化財一覧
      - 関東地方にある建造物の重要文化財一覧
      - 中部地方にある建造物の重要文化財一覧
      - 近畿地方にある建造物の重要文化財一覧
        - 滋賀県にある建造物の重要文化財一覧
        - 京都府にある建造物の重要文化財一覧
        - 奈良県にある建造物の重要文化財一覧

      - 中国地方にある建造物の重要文化財一覧
      - 四国地方にある建造物の重要文化財一覧
      - 九州・沖縄地方にある建造物の重要文化財一覧

    - 施設別の一覧
      - 文化庁保管文化財一覧
      - 東京国立博物館所蔵文化財一覧
      - 京都国立博物館所蔵文化財一覧
      - 奈良国立博物館所蔵文化財一覧

  - 登録有形文化財
    - 登録有形文化財一覧
      - 北海道の登録有形文化財一覧
      - 青森県の登録有形文化財一覧
      - 岩手県の登録有形文化財一覧
      - 宮城県の登録有形文化財一覧
      - 秋田県の登録有形文化財一覧
      - 山形県の登録有形文化財一覧
      - 福島県の登録有形文化財一覧
      - 茨城県の登録有形文化財一覧
      - 栃木県の登録有形文化財一覧
      - 群馬県の登録有形文化財一覧
      - 埼玉県の登録有形文化財一覧
      - 千葉県の登録有形文化財一覧
      - 東京都の登録有形文化財一覧
      - 神奈川県の登録有形文化財一覧
      - 新潟県の登録有形文化財一覧
      - 富山県の登録有形文化財一覧
      - 石川県の登録有形文化財一覧
      - 福井県の登録有形文化財一覧
      - 山梨県の登録有形文化財一覧
      - 長野県の登録有形文化財一覧
      - 岐阜県の登録有形文化財一覧
      - 静岡県の登録有形文化財一覧
      - 愛知県の登録有形文化財一覧
      - 三重県の登録有形文化財一覧
      - 滋賀県の登録有形文化財一覧
      - 京都府の登録有形文化財一覧
      - 大阪府の登録有形文化財一覧
      - 兵庫県の登録有形文化財一覧
      - 奈良県の登録有形文化財一覧
      - 和歌山県の登録有形文化財一覧
      - 鳥取県の登録有形文化財一覧
      - 島根県の登録有形文化財一覧
      - 岡山県の登録有形文化財一覧
      - 広島県の登録有形文化財一覧
      - 山口県の登録有形文化財一覧
      - 徳島県の登録有形文化財一覧
      - 香川県の登録有形文化財一覧
      - 愛媛県の登録有形文化財一覧
      - 高知県の登録有形文化財一覧
      - 福岡県の登録有形文化財一覧
      - 佐賀県の登録有形文化財一覧
      - 長崎県の登録有形文化財一覧
      - 熊本県の登録有形文化財一覧
      - 大分県の登録有形文化財一覧
      - 宮崎県の登録有形文化財一覧
      - 鹿児島県の登録有形文化財一覧
      - 沖縄県の登録有形文化財一覧

  - 重要美術品 - 一覧はない
- 無形文化財
  - 重要無形文化財 - 一覧はない
    - 人間国宝 - 記事中に重要無形文化財の保持者として各個認定された者（いわゆる人間国宝）の一覧、保持者として総合認定された者を構成員とする団体の一覧、保持団体として認定された団体の一覧が含まれている

  - 登録無形文化財 - 一覧はない
  - 記録作成等の措置を講ずべき無形文化財 - 一覧はない
- 民俗文化財
  - 重要有形民俗文化財 - 記事中に一覧が含まれている
  - 重要無形民俗文化財 - 記事中に一覧が含まれている
  - 登録有形民俗文化財 - 記事中に一覧が含まれている
  - 登録無形民俗文化財 - 記事中に一覧が含まれている
  - 記録作成等の措置を講ずべき無形の民俗文化財 - 一覧はない
- 記念物
  - 史跡
    - 日本の特別史跡一覧
    - 日本の史跡一覧
      - 北海道・東北地方の史跡一覧
      - 関東地方の史跡一覧
      - 中部地方の史跡一覧
      - 近畿地方の史跡一覧
      - 中国地方の史跡一覧
      - 四国地方の史跡一覧
      - 九州・沖縄地方の史跡一覧

  - 名勝
    - 日本の特別名勝一覧
    - 日本国指定名勝の一覧

  - 天然記念物 - 記事中に特別天然記念物の一覧が含まれている
    - 哺乳類天然記念物一覧
    - 鳥類天然記念物一覧
    - 両生類・爬虫類天然記念物一覧
    - 魚類天然記念物一覧
    - 無脊椎動物天然記念物一覧
    - 植物天然記念物一覧
    - 地質・鉱物天然記念物一覧
    - 天然保護区域一覧

  - 登録記念物 - 記事中に一覧が含まれている
- 文化的景観
  - 重要文化的景観 - 記事中に一覧が含まれている
- 伝統的建造物群
  - 重要伝統的建造物群保存地区 - 記事中に一覧が含まれている
- その他
  - 選定保存技術 - 一覧はない
  - 日本遺産 - 記事中に一覧が含まれている

### 地域別の一覧
- 国が指定等した文化財の都道府県別の一覧
  - 北海道の文化財一覧

## 地方公共団体が指定等した文化財

### 種類別の一覧
- 都道府県指定有形民俗文化財分類別一覧
- 伝統的建造物群保存地区 - 一覧はない

### 地域別の一覧
- 都道府県指定文化財一覧
  - 北海道指定文化財一覧
  - 青森県指定文化財一覧
  - 岩手県指定文化財一覧
  - 宮城県指定文化財一覧
  - 秋田県指定文化財一覧
  - 山形県指定文化財一覧
  - 福島県指定文化財一覧
  - 茨城県指定文化財一覧
  - 栃木県指定文化財一覧
  - 群馬県指定文化財一覧
  - 埼玉県指定文化財一覧
  - 千葉県指定文化財一覧
  - 東京都指定文化財一覧
  - 神奈川県指定文化財一覧
  - 新潟県指定文化財一覧
  - 富山県指定文化財一覧
  - 石川県指定文化財一覧
  - 福井県指定文化財一覧
  - 山梨県指定文化財一覧
  - 長野県指定文化財一覧
  - 岐阜県指定文化財一覧
  - 静岡県指定文化財一覧
  - 愛知県指定文化財一覧
  - 三重県指定文化財一覧
  - 滋賀県指定文化財一覧
  - 京都府指定・登録文化財一覧
  - 大阪府指定文化財一覧
  - 兵庫県指定文化財一覧
  - 奈良県指定文化財一覧
  - 和歌山県指定文化財一覧
  - 鳥取県指定文化財一覧
  - 島根県指定文化財一覧
  - 岡山県指定文化財一覧
  - 広島県指定文化財一覧
  - 山口県指定文化財一覧
  - 徳島県指定文化財一覧
  - 香川県指定文化財一覧
  - 愛媛県指定文化財一覧
  - 高知県指定文化財一覧
  - 福岡県指定文化財一覧
  - 佐賀県指定文化財一覧
  - 長崎県指定文化財一覧
  - 熊本県指定文化財一覧
  - 大分県指定文化財一覧
  - 宮崎県指定文化財一覧
  - 鹿児島県指定文化財一覧
  - 沖縄県指定文化財一覧
- 市町村指定文化財一覧
  - 北海道内市町村指定文化財一覧
  - 青森県内市町村指定文化財一覧
  - 岩手県内市町村指定文化財一覧
  - 宮城県内市町村指定文化財一覧
  - 秋田県内市町村指定文化財一覧
  - 山形県内市町村指定文化財一覧
  - 福島県内市町村指定文化財一覧
  - 茨城県内市町村指定文化財一覧
  - 栃木県内市町村指定文化財一覧
  - 群馬県内市町村指定文化財一覧
  - 埼玉県内市町村指定文化財一覧
  - 千葉県内市町村指定文化財一覧
  - 東京都内市区町村指定文化財一覧
  - 神奈川県内市町村指定文化財一覧
  - 新潟県内市町村指定文化財一覧
  - 富山県内市町村指定文化財一覧
  - 石川県内市町村指定文化財一覧
  - 福井県内市町村指定文化財一覧
  - 山梨県内市町村指定文化財一覧
  - 長野県内市町村指定文化財一覧
  - 岐阜県内市町村指定文化財一覧
  - 静岡県内市町村指定文化財一覧
  - 愛知県内市町村指定文化財一覧
  - 三重県内市町村指定文化財一覧
  - 滋賀県内市町村指定文化財一覧
  - 京都府内市町村指定文化財一覧
  - 大阪府内市町村指定文化財一覧
  - 兵庫県内市町村指定文化財一覧
  - 奈良県内市町村指定文化財一覧
  - 和歌山県内市町村指定文化財一覧
  - 鳥取県内市町村指定文化財一覧
  - 島根県内市町村指定文化財一覧
  - 岡山県内市町村指定文化財一覧
  - 広島県内市町村指定文化財一覧
  - 山口県内市町村指定文化財一覧
  - 徳島県内市町村指定文化財一覧
  - 香川県内市町村指定文化財一覧
  - 愛媛県内市町村指定文化財一覧
  - 高知県内市町村指定文化財一覧
  - 福岡県内市町村指定文化財一覧
  - 佐賀県内市町村指定文化財一覧
  - 長崎県内市町村指定文化財一覧
  - 熊本県内市町村指定文化財一覧
  - 大分県内市町村指定文化財一覧
  - 宮崎県内市町村指定文化財一覧
  - 鹿児島県内市町村指定文化財一覧
  - 沖縄県内市町村指定文化財一覧

## その他
- 国または都道府県が指定した記念物の一覧
  - 秋田県の記念物
  - 埼玉県の記念物
  - 高知県の記念物
- その他の文化財の一覧
  - 宿泊施設関連の文化財一覧
  - 温泉関連の文化財一覧